# Crêpe (matière)
Pour les articles homonymes, voir Crêpe (homonymie).

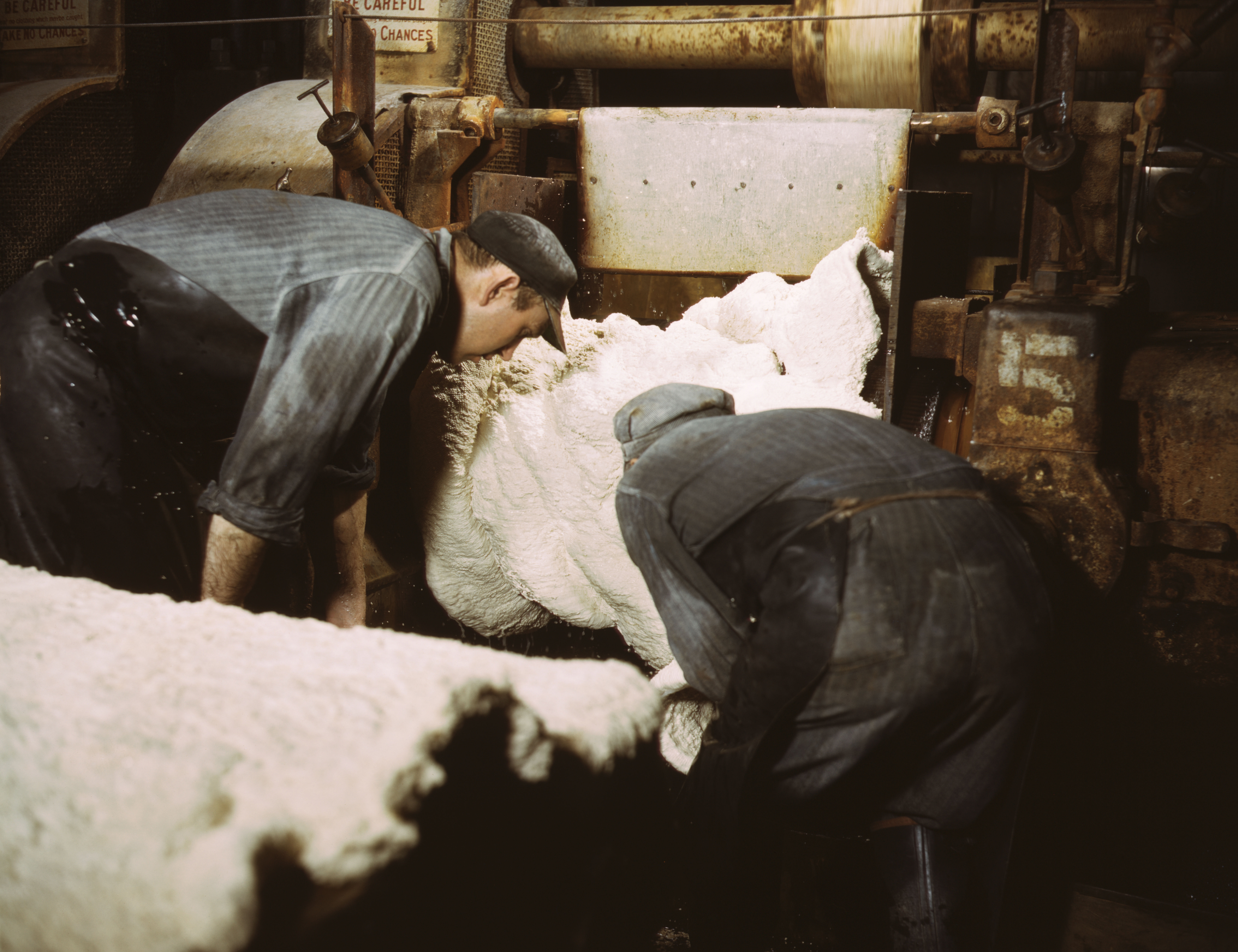
Crêpe de caoutchouc synthétique sortant d'une calandreuse de l'usine Goodrich (1941).

Le crêpe est une feuille de caoutchouc parfois utilisée pour renforcer les semelles des chaussures.
Sa surface est en général brute et irrégulière, ce qui lui a valu le nom de crêpe, du latin cripus qui signifie frisé, ondulé.
C'est sans doute cette matière qui est associée aux 39 ans de mariage dans la tradition française des anniversaires de mariage, puisqu'elle est particulièrement résistante. Mais on peut aussi imaginer qu'il s'agit du tissu crêpe, plus aérien et élégant.